# Vasilcău
Vasilcău è un comune della Moldavia situato nel distretto di Soroca di 3.041 abitanti al censimento del 2004.

## Località
Il comune è formato dall'insieme delle seguenti località (popolazione 2004):
- Vasilcău (2.522 abitanti)
- Inundeni (320 abitanti)
- Ruslanovca (199 abitanti)